# オリオン座パイ星
オリオン座π星（オリオンざパイせい、π Orionis、π Ori）は、オリオン座の中でおうし座に近い領域に、南北に広く分布する6つの恒星が共有するバイエル名である。
- オリオン座π1星（オリオン座7番星）
- オリオン座π2星（オリオン座2番星）
- オリオン座π3星（オリオン座1番星）
- オリオン座π4星（オリオン座3番星）
- オリオン座π5星（オリオン座8番星）
- オリオン座π6星（オリオン座10番星）

オリオン座π星は、オリオン座ο星と共にアステリズムを形成し、「オリオンの盾」と呼ばれる。オリオン座π星は、一つのバイエル符号で表される恒星群にしては大きく広がっており、π1星からπ6星まで約8.5度の角距離がある。
中国では、6つの恒星は全て、参宿の旗を意味する參旗（拼音: Shēn Qi）という星官に含まれる。また、弓に見立てられることもある。